# 英勝院
英勝院（えいしょういん、天正6年11月9日（1578年12月7日） -  寛永19年8月23日（1642年9月17日））は、安土桃山時代から江戸時代前期にかけての女性。徳川家康の側室。

## 出自
太田康資と北条氏康の養女（遠山綱景の娘）・法性院との間に生まれた娘、あるいは康資の養女（江戸重通の娘）などともいわれる。
兄として太田重正が挙げられるが、重正は遠山氏の系図に含まれており、父の死後その母方（遠山氏）で英勝院と兄妹のようにして育てられた可能性が考えられる。重正の母は法性院である。英勝院が重正の妹を称するのは、それほど早い時期ではない。堀河親具の正室中条氏の親族が英勝院とされ、それが縁で堀河家は昵懇衆に加えられたとされている。いずれにしても、前述の通り多くの説があり、その出自は定かではない。幼名は「おはち」であったが、家康の内命で「おかち」と改めた。後に「梶」「勝」、落飾後は「英勝院」と称した。徳川家康を題材にした小説などでは「お梶」と称されている。

## 生涯
豊臣秀吉によって江戸に移封された徳川家康は、積極的に関東の名門の末裔を集めた。その中に江戸城代であった遠山氏（道灌の流れを引く太田氏という説もある）も含まれており、早くに（13歳頃）家康に仕えたと考えられている。年齢的にも、最初から側室だったというのは推測の域を出ない。少なくとも、女性官僚＝側室ではない。
同じ遠山氏（武蔵遠山氏はもとは明知遠山氏、遠山直景参照）で徳川譜代の旗本となっていた遠山利景（明知遠山）あるいはその兄とも一部で推測されている天海（同じ遠山氏の家紋を用いている）の推挙によるものともされる。「梶（八）」と呼ばれ、非常に聡明だったことから寵愛を受けた。一時松平正綱に嫁がされていたが、すぐに家康の元に戻されている（これに不満を抱いてわずか一ヶ月で家康の元に戻ったとも言われる）。家康の子を懐妊していることがわかったからともいわれるが、推測の域を出ない。
慶長12年（1607年）1月に、家康最後の子である五女・市姫を30歳で産む。市姫は仙台藩主伊達政宗の嫡男・虎菊丸（のちの伊達忠宗）と婚約するが、4歳で夭折する。不憫に思った家康は於万の産んだ鶴千代（のちの徳川頼房）、越前藩主結城秀康の次男である虎松（のちの松平忠昌）、外孫振姫（姫路藩主池田輝政の娘）らの養母とした。振姫はのち、伊達忠宗に嫁ぐ。
家康の死後は落飾して英勝院と称し、江戸田安の比丘尼屋敷に在した。
水戸徳川家では頼房の長男である頼重（後に高松松平家・讃岐高松藩主）、三男・長丸（後の水戸藩主・光圀）がおり、頼重は京都の慈済院へ入っていた。『讃岐高松松平家譜』に拠れば、英勝院は将軍・徳川秀忠に対して頼重の帰府を願い、寛永9年（1632年）11月には頼重の江戸の水戸藩邸への帰府が実現したという。さらに、寛永11年（1634年）5月9日には水戸徳川家の世子となった幼い光圀を伴い、新将軍・家光への謁見を行っている。
同年6月には太田道灌の旧領で以前は屋敷のあった相模国鎌倉扇谷（神奈川県鎌倉市）の地を徳川家光より賜り、菩提所として英勝寺を建立して住持する。
65歳で没した。法号は英勝院殿長誉清春大禅定尼。墓所は英勝寺と静岡県三島市の妙法華寺。

## 逸話
梶の聡明さを知らしめる逸話は数多く残る。後に創作され尾ひれがついたもの、あるいは他の側室の話と混同されているものなどあるが、いずれも家康がいかに寵愛していたかを証明するものとされる。

### うまいものも塩、まずいものも塩
家康が家臣たちと談笑をした時に「およそ食べ物のうちで､うまいものとはどんなものか」と尋ねた際に、他の者たちがそれぞれが答えをならべたが一致はせず、家康がそばで控えていた梶にも尋ねると、「それは塩です」と答えた。「塩ほど調法で､うまいものはありますまい」という意外な理由に一同が感心した。「では一番不味いものは何か」と梶に尋ねると、彼女は迷わずに「それも塩です。どれほど美味しきものでも、塩味が過ぎれば食べられません」と答えたという。皆は彼女の聡明さに感心し「これ男子ならば一方の大将に承りて、大軍をも駆使すべきに、惜しいことだ」とささやきあった（『故老諸談』）。

### 戦への同行
梶は関ヶ原の戦いおよび大坂の陣にも男装して騎馬にて同行した。関ヶ原にて勝利した際にはそれを祝って「勝」と改名させたほどである。また、豊臣秀吉存命中に人質として大坂城に捕らわれたが、単独で脱出し騎馬にて家康の元に帰ったという逸話もあるが、これは創作とされる。

### 倹約家
梶が家康に寵愛された理由の一つに、その倹約家ぶりがあげられる。小袖をこまめに洗濯させて、新しいものを着ようとはしなかった。倹約して富を蓄えることこそ大切であり、それは天下の人に施すため、また子々孫々まで国の富が不足しないようにするためであると日頃から説諭していた。その徹底した倹約ぶりは家康から絶大な信頼を受け、駿府城の奥向きを一手に任されたという。

### 春日局との関係
春日局との関係では、駿府にいた家康に会わせ、家光が秀忠の後継となることを助けたという話がある。家康没後において、女性官僚として春日局と並んで最上位を占めた。婚姻の際の駕籠の順序は英勝院が春日局より先であり、徳川内でいかに丁重に扱われていたかがわかる。

## 太田氏中興の祖
梶は兄とされる重正の子である太田資宗を養子とし、譜代格として徳川秀忠に出仕させている。資宗は順調に出世し、徳川家光からの覚えも良く、六人衆（のちの若年寄）となり、さらには下野国山川藩1万5千石の藩主となる。奏者番などを歴任し、最終的には遠江国浜松藩3万5千石まで登りつめ、子孫は幕府の要職を歴任し、老中も出し、明治維新後には子爵となった。彼女の功績は没落寸前であった太田氏を近世大名として、明治の世まで生き残らせたことといえよう。

## 英勝寺
英勝寺は神奈川県鎌倉市にある浄土宗の寺院で、山号は東光山。現在も鎌倉唯一の尼寺である。徳川頼房や、徳川家光から庇護をうけ、はじめ玉峰清因（徳川頼房の娘小良姫）を門主に迎えて開基したこともあり、代々水戸徳川家の子女を門主に迎えていたため、「水戸御殿」や「水戸の尼寺」ともいわれたという。仏殿、祠堂、唐門、鐘楼などには葵の紋が見られ、いずれも国の重要文化財に指定されている。

## 登場作品
テレビドラマ
- 春日局（1989年、NHK大河ドラマ、演 : 東てる美）
- 影武者徳川家康 （1998年、テレビ朝日、演 : 片平なぎさ）
- 葵 徳川三代 （2000年、NHK大河ドラマ、演 : 森口瑤子）
- 影武者徳川家康（2014年、テレビ東京、演 : 観月ありさ）

コンピューターゲーム
- 決戦（2000年、コーエー、PlayStation 2用ゲームソフト、声 : 藤田淑子）
- 采配のゆくえ（2008年、コーエー、ニンテンドーDS用ゲームソフト）

## 関連人物
- 徳川頼房
- 徳川光圀
- 松平頼重
- 松平忠昌